# Rheum officinale
Rheum officinale, de Chinese rabarber is een rabarber uit de duizendknoopfamilie die oorspronkelijk afkomstig is uit de berggebieden van West en Noord-West China, India, Tibet, Rusland en Turkije. De plant groeit op hoogten tussen 1200 en 4000 meter. De plant kan 1,5 tot 2 meter hoog worden.
De zaden zijn rijp in juli en augustus en worden dan verspreid door de wind.
De stengels worden veel als voedsel (rabarber) gebruikt. De bladeren van Rheum officinale bevatten veel oxaalzuur en kunnen daarom toxisch zijn. Oxaalzuur kan neerslaan in de niertubuli en daardoor nierfalen veroorzaken. De wortels worden gebruikt in de traditionele Chinese geneeskunde.

## Inhoudsstoffen
De belangrijkste inhoudsstoffen zijn hydroxyanthracenen, waaronder de groep anthraquinonen, evenals tanninen. Andere inhoudsstoffen zijn calciumoxalaat, vetzuren, resines, zetmeel, stilbeenglycosiden en sporen etherische olie.

## Medicinaal gebruik
De wortelstok van Rheum officinale wordt gebruikt in de volksgeneeskunde, in de Traditionele Chinese geneeskunde wordt het yào yòng dà huáng ((zh) ) genoemd. Het is een van de meest gebruikte kruiden uit de Chinese volksgeneeskunde. In China is de commerciële productie geconcentreerd in de provincie Sichuan. De rabarberwortels worden verzameld van planten die ten minste zes jaar oud zijn, de oogst vindt plaats in de herfst of in de daarop volgende lente. De wortelstok wordt in kleine blokjes gesneden en gedroogd, geroerbakt of gestoomd met alcohol.
Rabarberwortels bevatten anthraquinonen, die een laxerend effect hebben, evenals tanninen en bitterstoffen (4-11%) die een daaraan tegengesteld adstringerend (verstoppend) effect hebben. In lage doseringen heeft de werking van de tanninen de overhand en heeft het een antidiarretische werking, in hogere doseringen overheersen de anthraquinonen en werkt rabarberwortel laxerend.
Traditioneel wordt het zowel als een laxeermiddel alsook als een antidiarretisch middel ingezet. De anthraquinonen zijn niet stabiel bij verhitten en kunnen ook verloren gaan bij andere manieren van verwerken. Verhitting gaat dan ook ten koste van het laxerende effect.
Een gebruikelijke dagdosering is 1 tot 5 gram per dag, direct gebruikt of als thee (decoctie). In de Chinese volksgeneeskunde ligt de geadviseerde dosis iets hoger: 3-10 gram per dag en 20 gram in ernstige gevallen, waarbij de dosering gehalveerd wordt wanneer het poeder direct wordt gebruikt in plaats van als thee.
Gebruik langer dan 8 dagen achtereen wordt ontraden, evenals gebruik bij jonge kinderen (jonger dan 12) en tijdens zwangerschap of lactatieperiode.